# Lucian Pulvermacher
Lucian Pulvermacher (nabij Marshfield, 20 april 1918 – 30 november 2009), geboren als Earl Pulvermacher, was sinds 1998 onder de naam Pius XIII de tegenpaus van de kleine conservatieve True Catholic Church, een zeer kleine sekte in Montana die zich verzet tegen de veranderingen die na het Tweede Vaticaans Concilie zijn ingevoerd. Zijn groep bestaat uit een handvol mensen.
Omdat hij meende dat paus Johannes XXIII een vrijmetselaar en een ketter was, bestreed hij de geldigheid van de uitkomst van het conclaaf in 1958. Hij zag zichzelf daarom als directe opvolger van paus Pius XII. In principe was hij dus een tegenpaus, zij het dat zijn schare volgelingen heel wat kleiner was dan die van de historische tegenpausen.
Zijn bisschopswijding was ongeldig. Hij en een andere priester vormden in 1998 definitief 'het Vaticaan'. Beiden waren echter wel priester. Dit werd opgelost doordat de andere priester Lucian Pulvermacher tot "bisschop" wijdde en Lucian op zijn beurt deze assistent tot "bisschop" wijdde. Er was geen geldige bisschop met apostolische successie in het spel, dus waren deze wijdingen definitief als ongeldig te beschouwen.
Cursief: tegenpaus